# Палетка Быка
| Аверс? | Реверс? |

Палетка Быка, Палетка Празднования победы — артефакт додинастического Египта, в египтологии подобные археологические находки относят к группе так называемых «палеток». Временем создания считается период Накада III — конец 4-го тыс. до н. э.

## Общие сведения
Сохранился лишь фрагмент верхней части палетки Быка высотой 26,5 см и шириной 14,5 см. Материалом для её изготовления древним мастерам послужила граувакка. В наши дни палетка Быка выставлена в музее Лувр в Париже. Находится она в дворцовом крыле Сюлли, на 2-м этаже (у французов 1-м), зал 20, витрина 2, номер экспоната — E 11255. Согласно аннотации на официальном сайте музея, лицевая сторона палетки та, где под правителем-быком изображены штандарты номов, однако некоторые изучавшие палетку египтологи называют аверсом сторону, где под быком имеются стилизованные города (крепости? храмы?).
Аверс. Вверху палетки изображён правитель, представленный в виде быка, который повергает своего врага. Отличительной чертой противника быка является длинная узкая борода. Под быком изображены пять штандартов номов, оканчивающиеся сжатыми кистями рук, держащихся за верёвку. В самом низу сохранившегося фрагмента палетки видно, что к верёвке привязана голова пленного. Его облик похож на пленных врагов с палетки Сражения, однако, сходно изображались и персонажи удерживающие серпопардов на палетке Нармера, а это позволяет предполагать учёным, что пленные не являлись какими-либо иноземцами, а тоже были египтянами. Общая композиция на палетке Быка, вероятно, отражает военную победу, один из эпизодов борьбы за объединение Верхнего Египта (всего Египта?) выходцами из Нехена (др.-греч. Иераконполя) и их союзниками — так называемой «Иераконпольской конфедерацией».

Реверс. Аналогичный, как на аверсе, правитель-бык вверху. Под ним изображения двух городов в виде своеобразных планов, нижний из которых сохранился не полностью, возможно, художник хотел показать их завоевание указанным правителем-быком. Города окружены обводными стенами и контрфорсами. Внутри верхнего города имеется изображение льва и круглого сосуда перед ним, что может быть написанием имени этого города (вероятно, архаичное иероглифическое письмо, свидетельство староегипетского раннего языка). По мнению египтолога Шотта, «Горшок и Лев» читается как «Mа — Ну» (Львиная гора).

## Утраченная часть
Некоторые исследователи, гипотетически восстанавливая утраченные части палетки Быка, сделали ряд предположений о возможных рисунках и рельефах на ней: 1) Вероятно, изначально блоку фигур быка и его врага соответствовала такая же зеркально симметричная пара; 2) Верёвка, изображённая на стороне палетки со штандартами номов, могла иметь общую петлеобразную конфигурацию; 3) Внутренняя часть палетки Быка, на той же стороне — со штандартами номов, могла иметь рельефное кольцо, как и на других подобных палетках.